# トーマス・ホーヴェンデン
トーマス・ホーヴェンデン（Thomas Hovenden、1840年12月28日 - 1895年8月14日）はアイルランド生まれのアメリカ合衆国の画家である。ペンシルベニア美術アカデミーの教授も務めた。

## 略歴
アイルランド、コーク県のダンマンウェイで生まれた 。1840年代中ごろからの「ジャガイモ飢饉」で両親を失い6歳から孤児院で育った。金細工師の弟子になった。コークの美術学校で学んだ。1863年にアメリカに移民となり、ニューヨークのナショナル・アカデミー・オブ・デザインで学び、1868年からボルチモアで働いた。1874年にパリに渡り、エコール・デ・ボザールのアレクサンドル・カバネルのもとで学び、当時、ロバート・ワイリーらの多くのアメリカ人画家が集まっていた、ブルターニュのポン＝タヴァンで過ごし、農民の生活を描いた 。1880年にアメリカに戻り、ナショナル・アカデミー・オブ・デザインの準会員に選ばれた（1882年に正会員） 。アメリカ芸術家協会(Society of American Artists)の会員にもなった。1881年にポン＝タヴァンで知り合った画家のヘレン・コルソンと結婚し、妻の父親のペンシルベニア州の家に住んだ。
妻の家族は奴隷制廃止派で、その家は奴隷を逃亡させる活動の拠点になっていて、ホーヴェンデンのスタジオは反奴隷制の人々の集会所になった。
過激な奴隷制度廃止運動家で1859年に処刑されたジョン・ブラウンの最期の場面を1884年に描いた。
1886年にトマス・エイキンズが解雇された後のペンシルベニア美術アカデミーの教授に任じられた。ホーヴェンデンの教えた学生には、彫刻家のアレクサンダー・スターリング・カルダーやロバート・ヘンライがいる。
1895年に自宅の近くで鉄道事故で死亡した。新聞では10歳の少女を救うための英雄的な行動だと報じられた。

## 作品

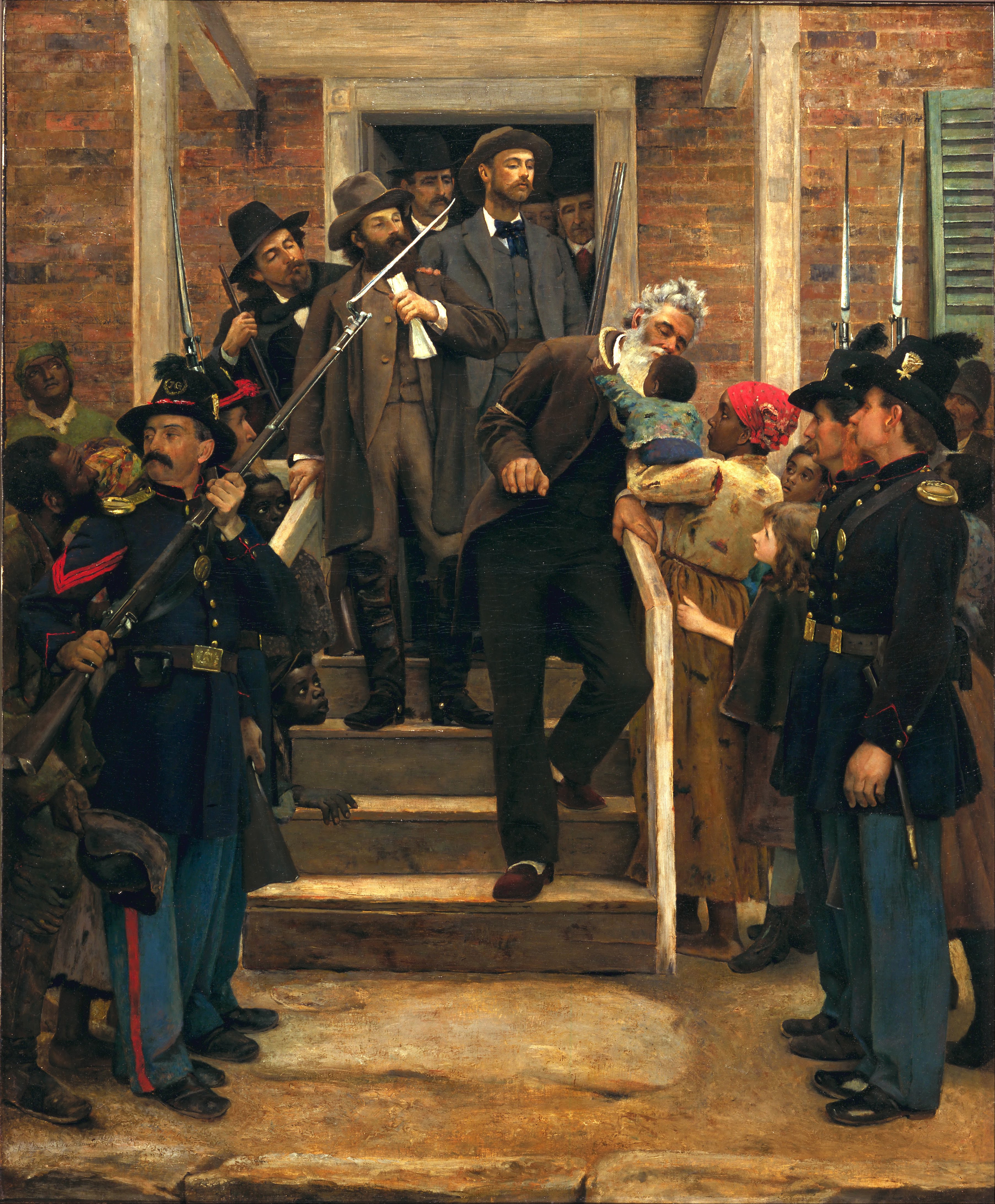
「ジョン･ブラウンの最期」(1884)
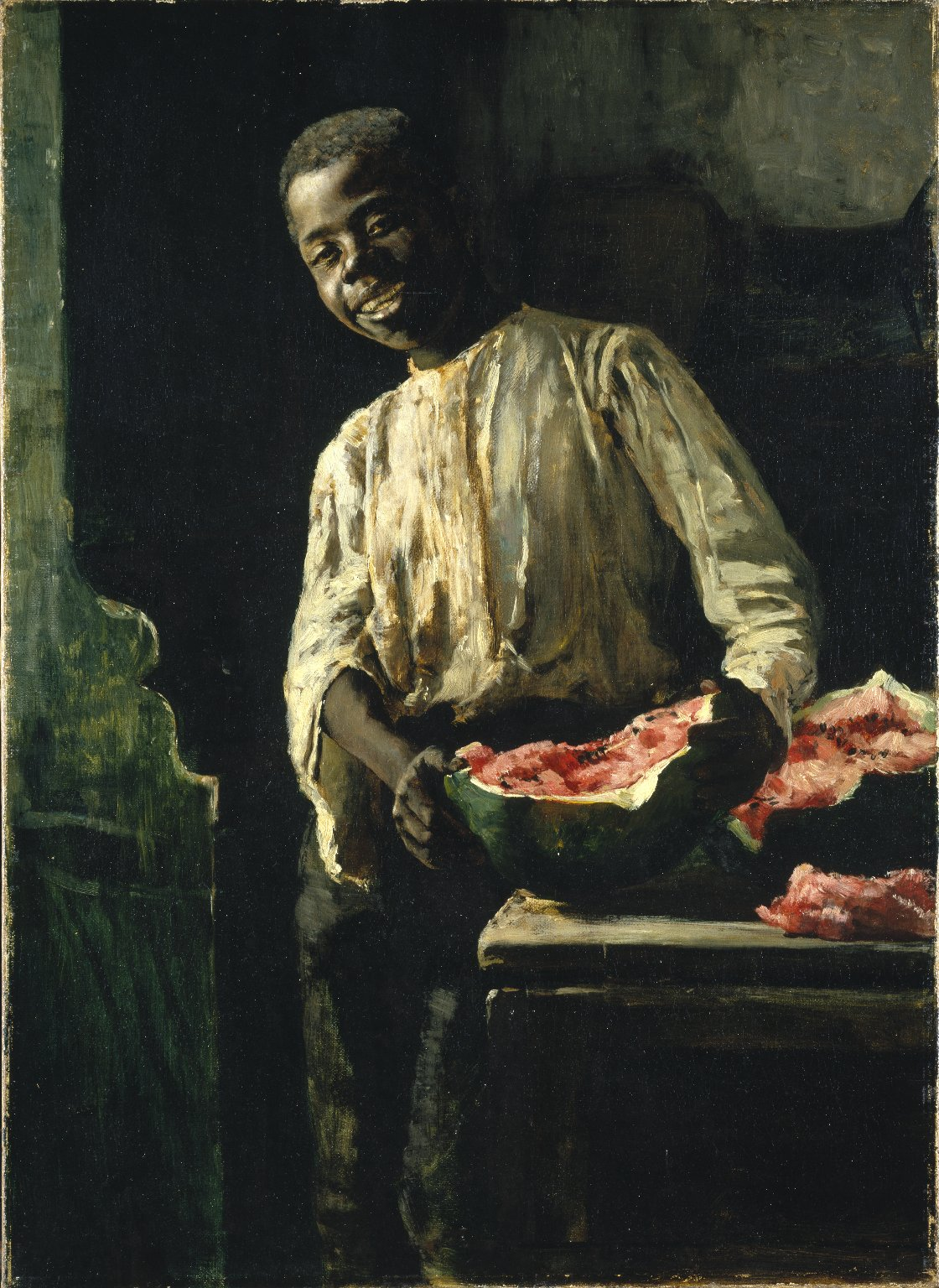
"I Know'd It Was Ripe" (c.1885)
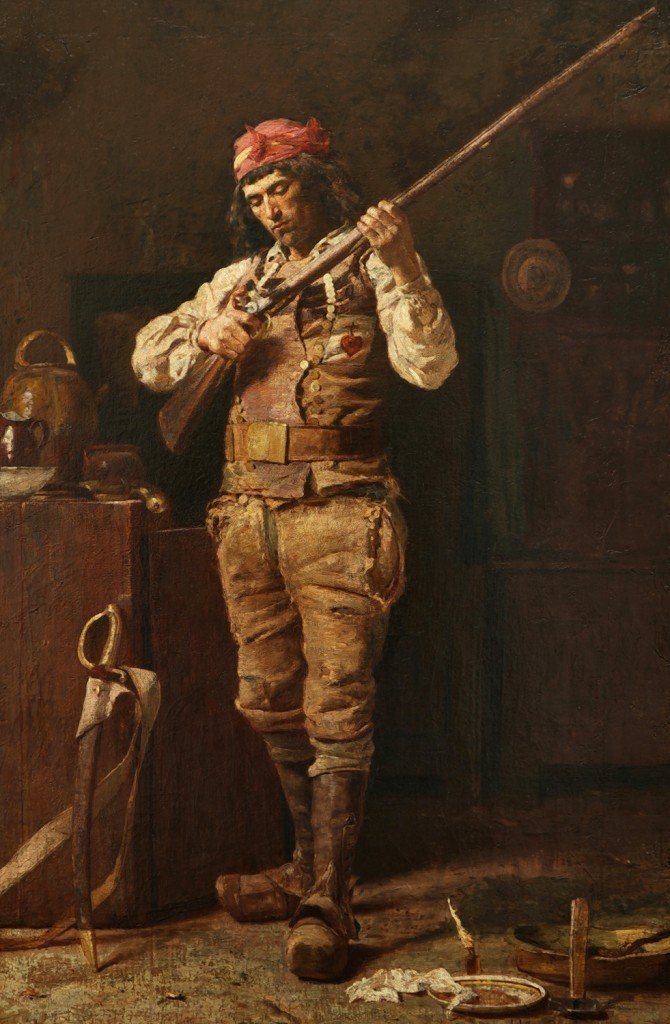
梟党(王党派農民)(1880)
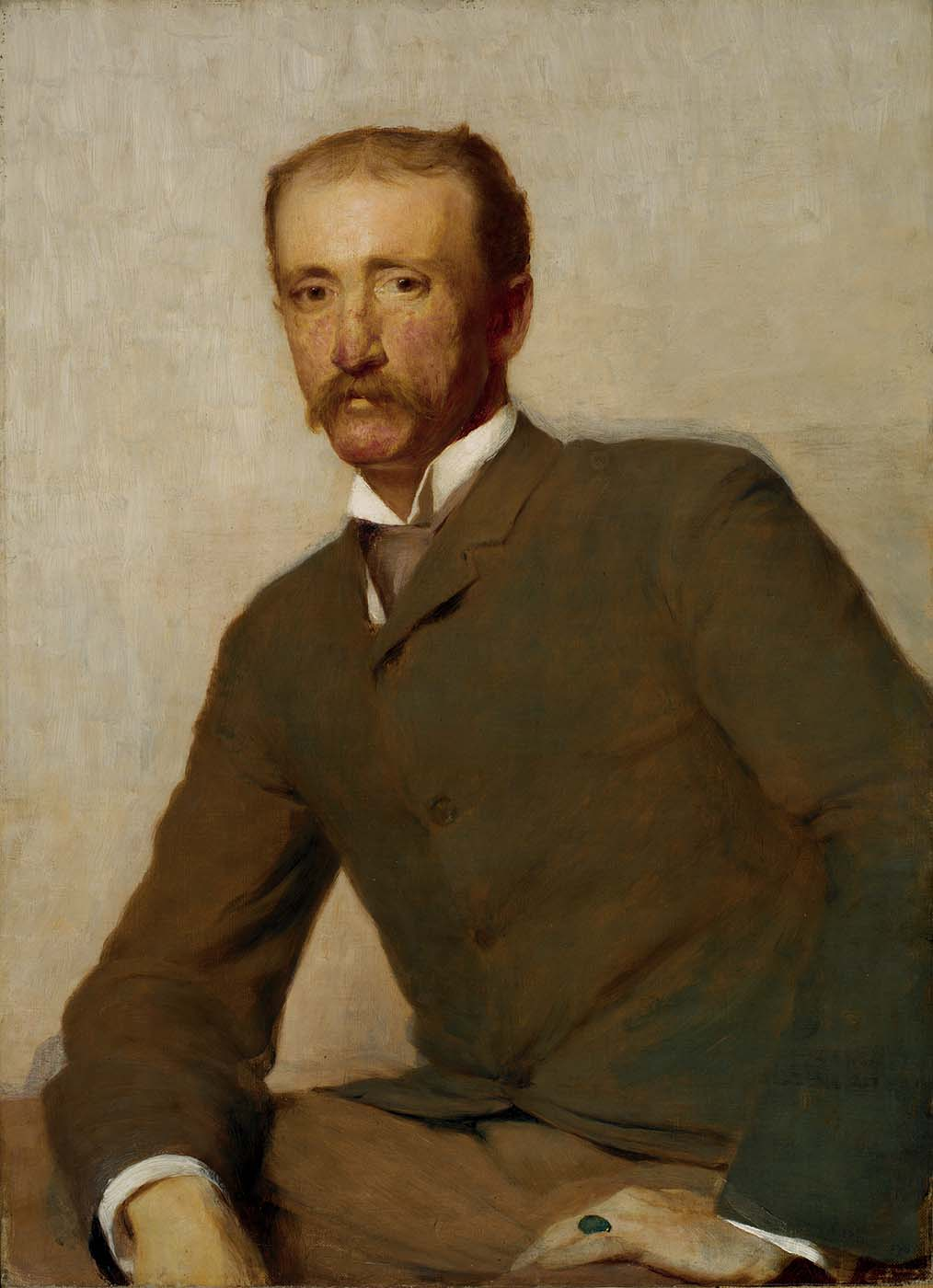
肖像画

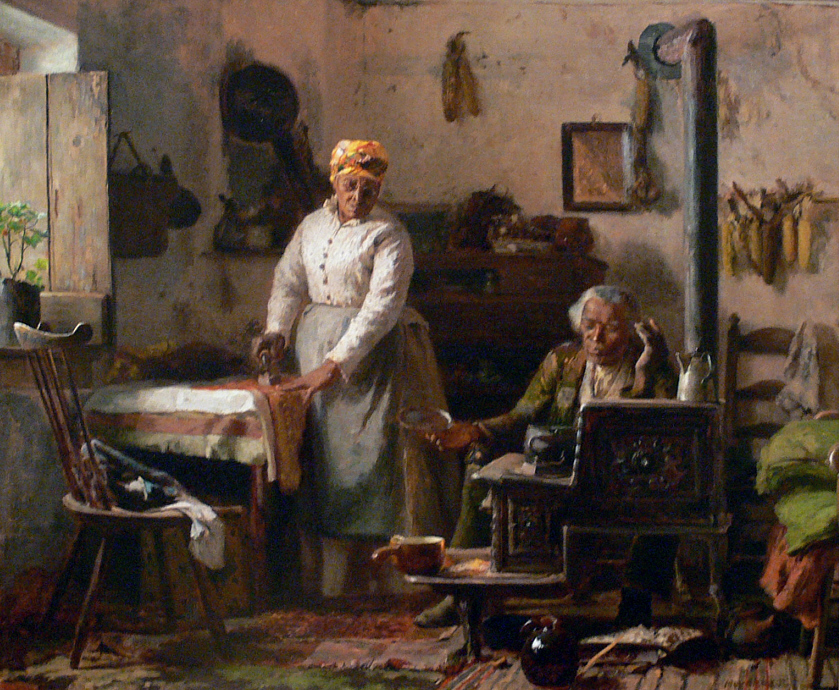
"Chloe and Sam" (1882)
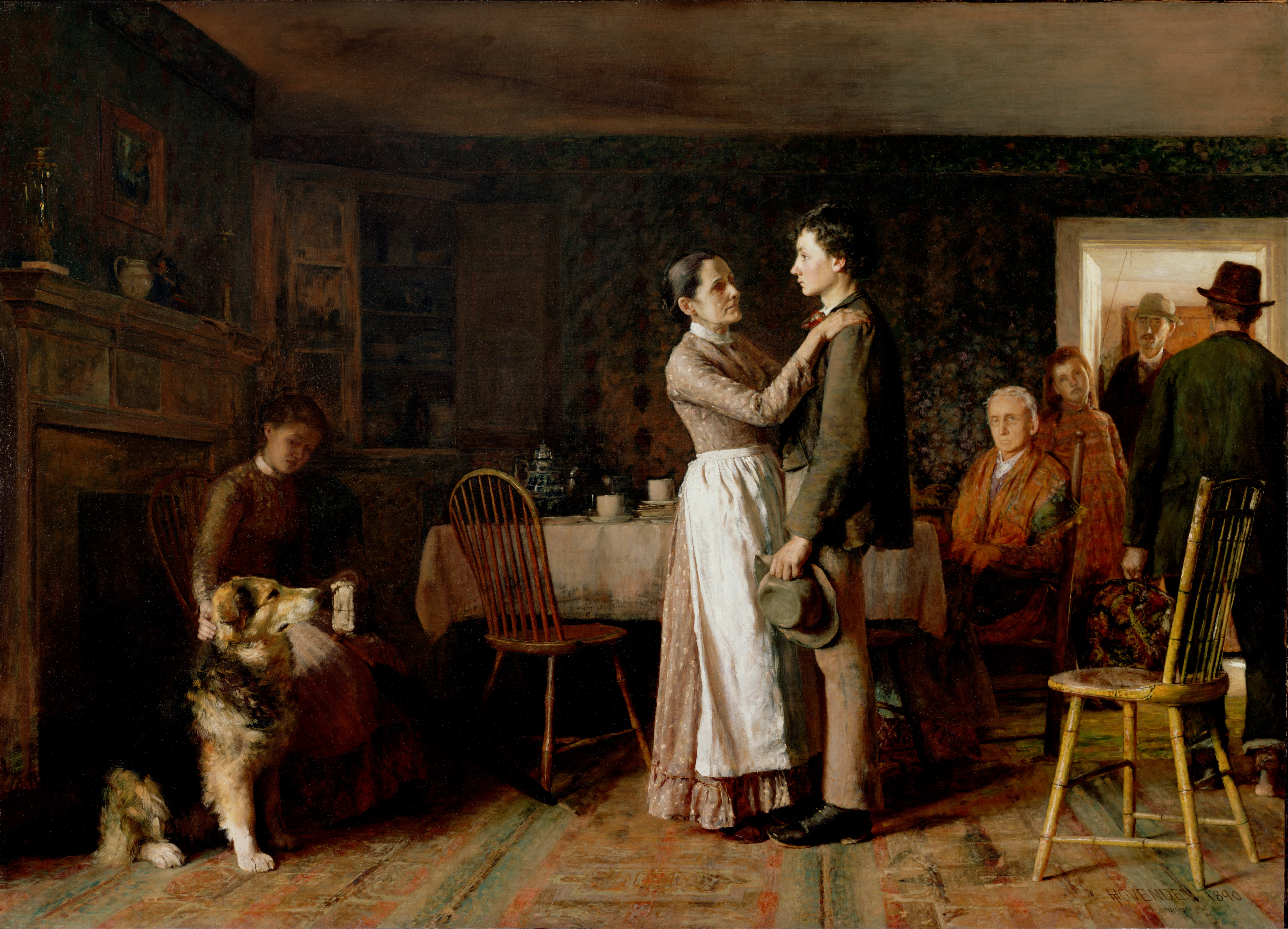
"Breaking Home Ties"(1890)
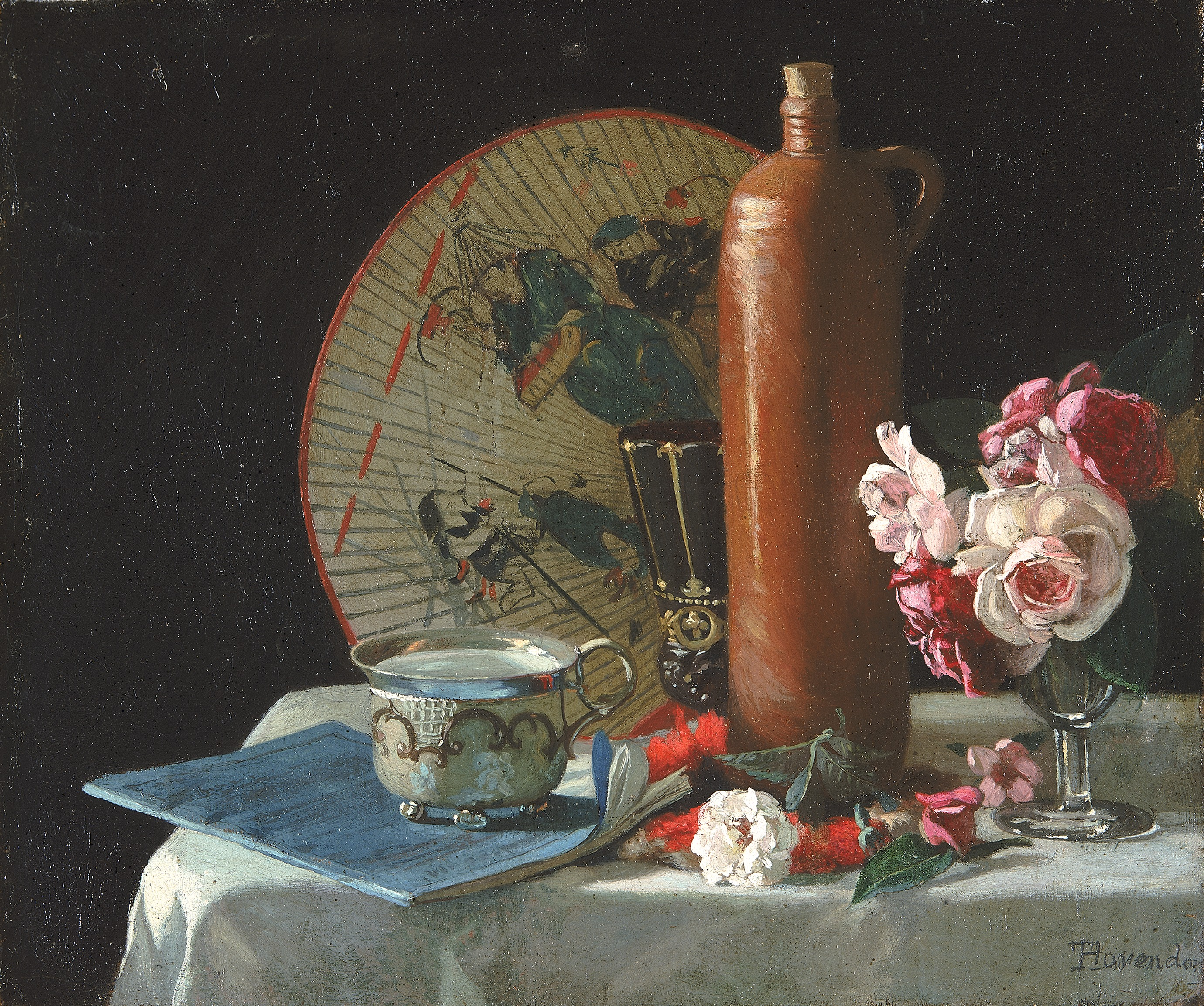
静物画